# San Salvatore (Caltanissetta)
Il quartiere San Salvatore a Caltanissetta è un rione, impropriamente chiamato quartiere, della città.
Il quartiere è racchiuso a Nord da Corso Vittorio Emanuele II, ad Est dalla piazza Garibaldi e il primo tratto del Corso Umberto I verso il Viale R. Margherita. A Sud confina con il rione di San Francesco e ad Ovest con il quartiere di San Domenico avendo una linea spezzata come confine. La linea spezzata è data da Via Paolo Emiliani Giudici, Via Tumminelli, Via Roma e il primo tratto di Viale Amedeo (vedi piantina).
Al suo interno nel suo angolo Nord-Est vi è la cattedrale di Caltanissetta.
La chiesa che ha dato il nome al quartiere, è l'omonima, oggi perduta, chiesa di San Salvatore. Questa antica chiesa, edificata nel 1371, era sita dove oggi si trova il Teatro Margherita.
Secondo una suddivisione del 2016 effettuata dall'Ufficio tecnico del Comune di Caltanissetta, esso ha una superficie complessiva di 37 019 m2, con 1 164 residenti al 2010.

## Galleria d'immagini

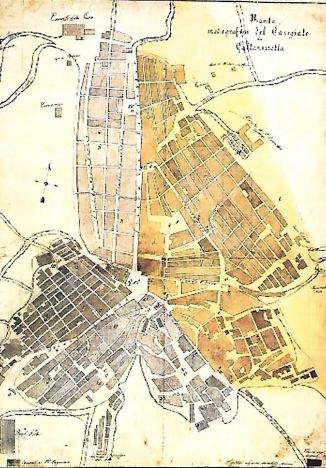
Antica mappa borbonica di Caltanissetta degli inizi 800
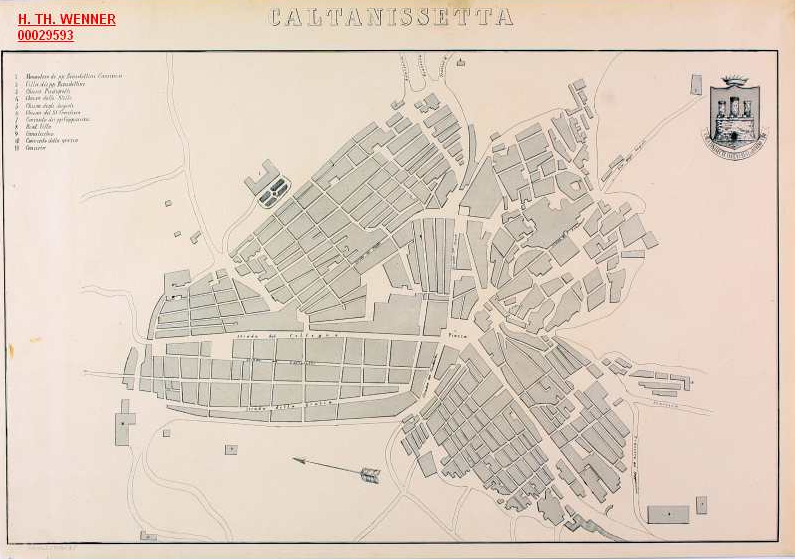
Antica mappa borbonica di Caltanissetta ante unità d'Italia
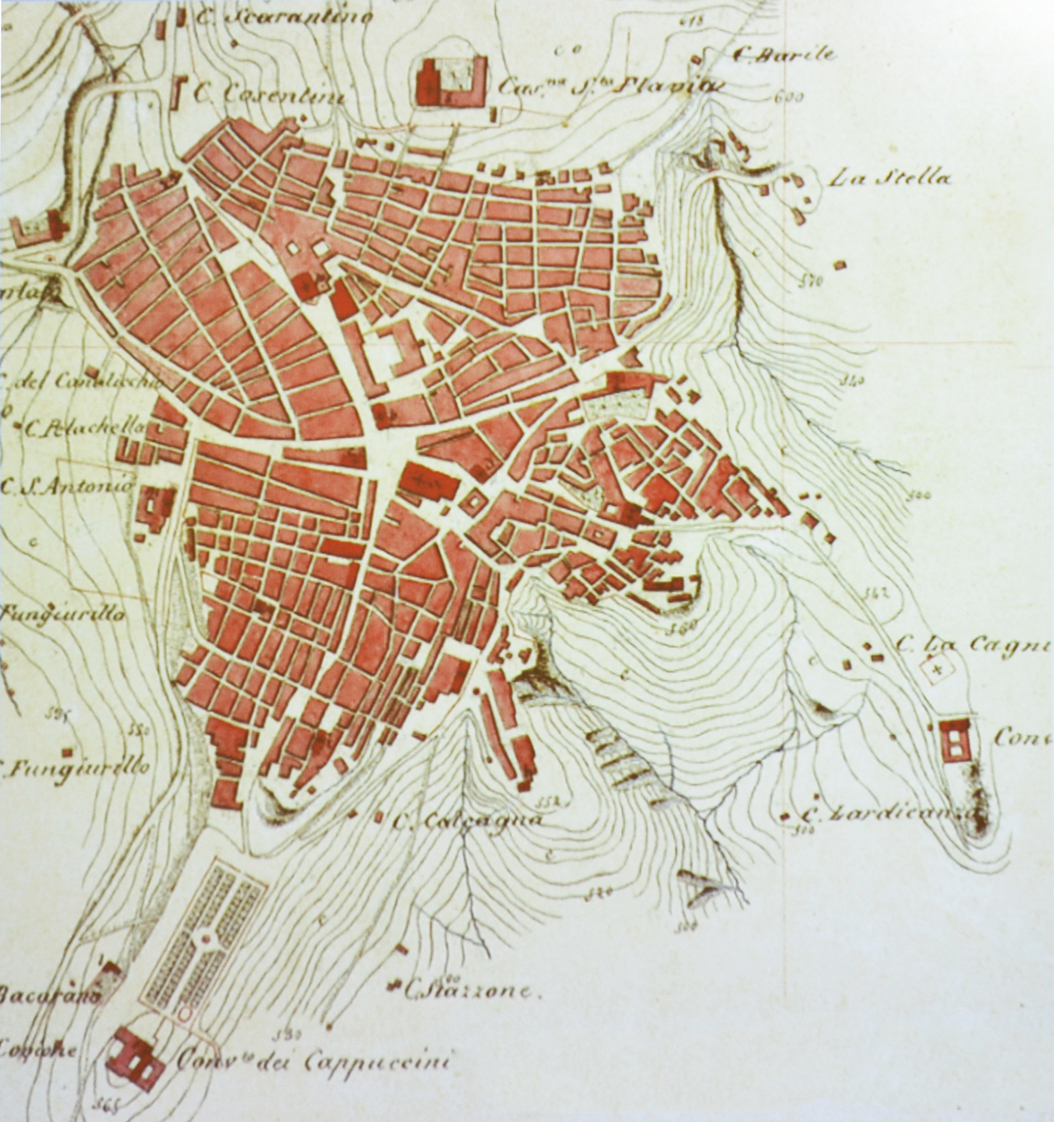
Antica mappa di Caltanissetta inizi 1864
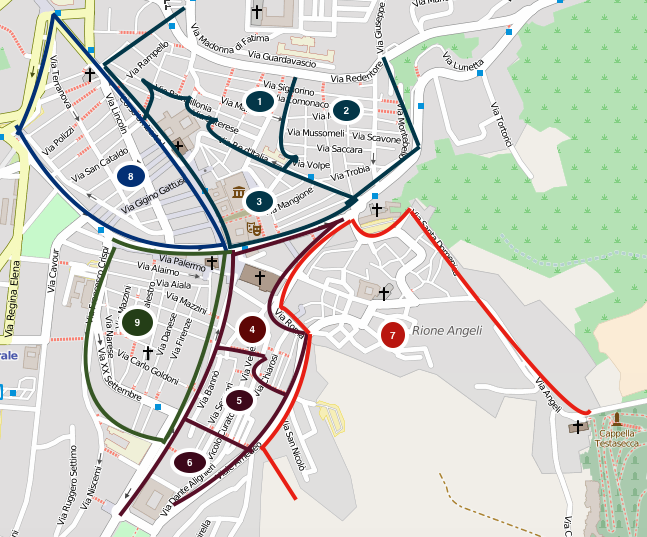
Quartieri e rioni di oggi a CL